# North Fairfield
North Fairfield – wieś w Stanach Zjednoczonych, w stanie Ohio, w hrabstwie Huron.